# Geo (Zeitschrift)
Geo ist ein Reportagemagazin von RTL Deutschland. Das Themenspektrum reicht von (populär)-wissenschaftlichen Themen wie Medizin und Biologie über Politik und Reise bis zu Nachhaltigkeit und Klimafragen. Bekannt ist die Zeitschrift vor allem für ihre Fotostrecken. Geo erscheint in 17 Ländern, unter anderem in den Sprachen Bulgarisch, Englisch (für den indischen Markt), Französisch, Griechisch, Italienisch, Kroatisch, Rumänisch, Russisch, Slowakisch, Slowenisch, Spanisch, Tschechisch, Türkisch und Ungarisch.

## Auflage
Geo hat von den Wissens-Magazinen auf dem deutschen Markt die höchste Auflage, trotz erheblicher Verluste in neuerer Zeit. Die verkaufte Auflage ist seit 1998 um 75,4 Prozent gesunken. Sie betrug im Jahr 2021 127.698 Exemplare. Das entspricht einem Rückgang von 391.963 Stück. Der Anteil der Abonnements an der verkauften Auflage liegt bei 65,6 Prozent.
| 1998   | 1999   | 2000   | 2001   | 2002   | 2003   | 2004   | 2005   | 2006   | 2007   | 2008   | 2009   | 2010   | 2011   | 2012   | 2013   | 2014   | 2015   | 2016   | 2017   | 2018   | 2019   | 2020   | 2021   | 2022   | 2023   | 2024   |
| ------ | ------ | ------ | ------ | ------ | ------ | ------ | ------ | ------ | ------ | ------ | ------ | ------ | ------ | ------ | ------ | ------ | ------ | ------ | ------ | ------ | ------ | ------ | ------ | ------ | ------ | ------ |
| 519661 | 495363 | 479464 | 530196 | 490287 | 471121 | 459423 | 437750 | 494331 | 411835 | 379409 | 345679 | 313455 | 297660 | 285417 | 271026 | 247818 | 229627 | 224152 | 200156 | 201753 | 187758 | 167401 | 174758 | 145796 | 146697 | 129112 |

| 1998   | 1999   | 2000   | 2001   | 2002   | 2003   | 2004   | 2005   | 2006   | 2007   | 2008   | 2009   | 2010   | 2011   | 2012   | 2013   | 2014   | 2015   | 2016   | 2017   | 2018   | 2019   | 2020   | 2021   | 2022   | 2023   | 2024  |
| ------ | ------ | ------ | ------ | ------ | ------ | ------ | ------ | ------ | ------ | ------ | ------ | ------ | ------ | ------ | ------ | ------ | ------ | ------ | ------ | ------ | ------ | ------ | ------ | ------ | ------ | ----- |
| 380784 | 373690 | 355812 | 371909 | 354675 | 334091 | 321475 | 332018 | 342316 | 308876 | 283437 | 255524 | 235894 | 217202 | 204056 | 192202 | 176147 | 167881 | 156634 | 147013 | 138370 | 127943 | 119199 | 125643 | 106740 | 100419 | 85803 |

## Geschichte

### Gründungsjahre
Nach der Gründung 1975 wurde die erste Ausgabe von Geo im Oktober 1976 veröffentlicht. Gründer und erster Chefredakteur war der Reportagefotograf Rolf Gillhausen. Fotos waren der Mittelpunkt jeder Ausgabe: In den ersten 20 Jahren wurden in allen Ausgaben, Specials, Wissens- und Extra-Heften, Büchern und Kalendern rund 80.000 Bilder veröffentlicht.
1986 folgte das monothematische Geo Wissen, 1989 das Reisemagazin Geo Saison und 1996 das Kindermagazin Geolino. Dazu kamen das Geschichtsmagazin Geo Epoche (ab 1999), Geolino Extra (2002), Geolino Mini (2009) für Kinder von fünf bis acht Jahren (mit zahlreichen Ablegern) und weitere Geolino-Ableger, die aber nicht mehr erscheinen, das Outdoor-Magazin Walden (2015) und das Naturmagazin Wohllebens Welt mit dem Förster und Autor Peter Wohlleben (2019). Mein erstes Geolino für Kinder ab drei Jahren folgte 2021.

### Umweltengagement
1989 gründeten Mitarbeiter den gemeinnützigen Verein Geo schützt den Regenwald. Er unterstützt die Bewohner des Regenwalds im Kampf um den Erhalt ihres Lebensraums. Die Vereinsgründung war auch eine Reaktion auf Kritik von Robin Wood an der Verwendung von Tropenholz für die Fensterrahmen des Verlagsgebäudes am Baumwall.
Im Jahr 1999 rief Geo den Tag der Artenvielfalt (heute: Tag der Natur) ins Leben, der seither auch unter Beteiligung zahlreicher Umweltschutzorganisationen international Anlass für Forschungs- und Informationsaktivitäten zum Thema Biodiversität ist.

### 25 Jahre Geo
In den ersten 25 Jahren wurden 300 Geo-Ausgaben und rund 145 Millionen Magazine produziert. 1976 als einer von damals rund 250 IVW-geprüften Titeln gestartet, ist Geo nach 25 Jahren nach Umsatz die Nummer eins unter den frei verkäuflichen Monats-Magazinen.
Im Jubiläumsjahr 2001 wurde in Hamburg die Ausstellung Die Erde von oben veranstaltet, welche ein Porträt der Erde mit Luftbildern von 76 Ländern des französischen Fotografen Yann Arthus-Bertrand zeigte. Neben den Fotografien von Yann Arthus-Bertrand wurde ein Film über die Entstehung seines globalen Zehn-Jahres-Projekts und eine begehbare Weltkarte im Format 8 mal 16 Meter gezeigt. Darüber hinaus eine Diashow mit 600 optischen Höhepunkten aus 25 Jahre des Magazins. Ein riesiges Gästebuch für Besucher-Kommentare erstreckte sich auf über 35 Quadratmeter beschriebene Fläche. Die Ausstellung wurde gemeinsam von Geo mit der Autostadt der Volkswagen AG und Gruner + Jahr organisiert und verzeichnete zwischen 750.000 und 800.000 Besucher an der Hafenpromenade.

### Aktuelle Entwicklungen
Ausgaben des Hefts wurden zumindest zeitweise und zumindest in der Schweiz mit einem vor der Inhaltsverzeichnis des Hefts eingeschobenen Beitrag unter dem Titel Schauplatz Schweiz ausgeliefert.
Im Jahr 2016 wurde ein Sonderheft zum Jubiläumsjahr 40 Jahre Geo – Die besten Bilder produziert. In der über ein Kilogramm schweren Ausgabe wurden aus 40 Jahren Geo auf 200 Seiten herausragende Reportagen zusammengestellt. 2019 startete Geo gemeinsam mit dem Förster und Buchautor Peter Wohlleben das Naturmagazin Wohllebens Welt. Im Jahr 2021 erweiterte Geolino sein Magazin-Portfolio. Mein erstes Geolino richtet sich an Kinder im Alter von drei bis fünf Jahren.
Seit 2019 ist Geo mit „Geo. Der Podcast“ auch im Audio-Bereich aktiv. Später kamen die Podcasts „Herr Faktencheck“ und „Verbrechen der Vergangenheit“ (von Geo Epoche) hinzu. Weitere Audio-Produktionen sind „Peter und der Wald“, der Geo Wissen-Podcast „Gesunder Darm“ und der Geolino-Podcast für Kinder „Geolino Spezial – der Wissenspodcast für junge Entdeckerinnen und Entdecker“.
2020 fusionierten die Redaktionen von Geo und P.M. Magazin, Chefredakteure wurden Jens Schröder und Markus Wolff.
2021 initialisierte Geo mit Peter Wohlleben und Pierre Ibisch, Professor für Nature Conservation an der Hochschule für nachhaltige Entwicklung in Eberswalde, einen neuen Studiengang: „Ökologische Waldbewirtschaftung“.
2021 führte Gruner + Jahr für Geo das erweiterte Digitalangebot Geo Plus ein. Neben der digitalen Ausgabe umfasst es weitere ausgewählte Geschichten aus der Geo-Markenfamilie und exklusive Podcasts.
Im Februar 2023 teilte das Management der RTL Group & Bertelsmann mit, insgesamt 23 Zeitschriftentitel von Gruner + Jahr einzustellen oder zu verkaufen. Betroffen waren unter anderem Ableger von Geo wie Geo Wissen und Geo Epoche. Daraufhin traten die beiden Chefredakteure von Geo aus Protest gegen die Einsparungen zurück. Das P.M. Magazin, das in derselben Redaktion entstand, wurde verkauft. Die Einstellung von Geo Epoche wurde schließlich zurückgenommen, so dass das Magazin weiterhin erscheint. Zuletzt hatte Geo Epoche eine verkaufte Auflage von etwas mehr als 60.000 Exemplaren.

## Redaktion

### Chefredakteure
- 1976–1978: Rolf Gillhausen und Rolf Winter[32][33]
- 1978–1979: Klaus Harpprecht und Robert Lebeck[34][35]
- 1979–1984: Rolf Winter
- 1984–1987: Peter Ebel[36]
- 1987–1992: Hermann Schreiber[37]
- 1992–1994: Werner Funk[38]
- 1994–2014: Peter-Matthias Gaede[39]
- 2014–2019: Christoph Kucklick[24]
- 2020–2023: Jens Schröder und Markus Wolff[40][41][30]
- ab 2023: Katharina Schmitz, Jürgen Schaefer[42]

### Bekannte Fotografen
Das Magazin ist bekannt für eindrucksvolle Reportagefotografie. Deutsche und Internationale Fotografen haben seit Gründung für das Magazin gearbeitet.
- Yann Arthus-Bertrand[43]
- Don Bartletti[44]
- Manuel Bauer[45]
- Wilfried Bauer[46]
- Jonas Bendiksen[47]
- Jo van den Berg[48]
- Sibylle Bergemann[49]
- Peter Bialobrzeski[50]
- Robert Bösch[51]
- Ad van Denderen[52]
- Harold Eugene Edgerton[53]
- Thomas Ernsting[54]
- Cristina García Rodero[55]
- Uwe George[56]
- Erich Hartmann[57]
- Enver Hirsch[58]
- Nasrollah Kasraian[59]
- David Klammer[60]
- Hans-Jochen Knobloch
- Andrea Künzig[61]
- Lois Lammerhuber[62]
- Frans Lanting[63]
- Loren McIntyre[64]
- Pascal Maitre[65]
- Guido Mangold[66]
- Fred Mayer[67]
- Carlos de Mello[68]
- Peter Menzel[69]
- Andreas Mihatsch[70]
- James Nachtwey[71]
- Michael Nichols[72]
- Lennart Nilsson[73]
- Simon Norfolk[74]
- Marie Pérennou[75]
- Gilles Peress[76]
- Robert Polidori[77]
- Louie Psihoyos[78]
- Alexander von Reiswitz[79]
- Leni Riefenstahl[80]
- Norbert Rosing[81]
- Sebastião Salgado[82]
- Max Scheler[83]
- Florian Schulz[84]
- Leo Seidel
- Hans Silvester[85]
- George Steinmetz[86]
- Andreas Teichmann[87]
- Heinz Teufel[88]
- Tomasz Tomaszewski[89]
- Alexander Tsiaras[90]
- David Turnley[91]
- Peter Turnley[92]
- Éric Valli[93]
- Alberto Venzago[94]
- Ami Vitale[95]
- Nian Zeng[96]
- Harf Zimmermann[97]

### Bekannte Mitarbeiter
- Rafaela von Bredow
- Michael Gleich
- Florian Gless
- Mathias Greffrath
- Günter Haaf
- Ole Häntzschel
- Ariel Hauptmeier
- Pia Heinemann
- Malte Henk
- Detlef Jens
- Mario Kaiser
- Michael Kröher
- Christoph Kucklick
- Andrea Künzig
- Dimitri Ladischensky
- Claus-Peter Lieckfeld
- Harald Martenstein
- Martin Meister
- Wolfgang Michal
- Nils Minkmar
- Michalis Pantelouris
- Cay Rademacher
- Stefan Reisner
- Sven Rohde
- Johanna Romberg
- Christoph Scheuring
- Tom Schimmeck
- Thomas Schmid
- Michael Schophaus
- Andrea Schurian
- Christopher Schrader
- Alexandros Stefanidis
- Dirk Steffens
- Petra Thorbrietz
- Andreas Wolfers
- Martin Zinggl

## Zeitschriftenfamilie
Neben Geo, dem grün umrandeten Monatsmagazin, gibt es die sogenannten Line Extensions – eigenständige Zeitschriftenreihen, die auch unter dem Logo Geo erscheinen und jeweils eine andere Farbe als Coverumrandung verwenden.
| Titel                 | Logo | Untertitel                                      | Coverfarbe        | Ausrichtung     | Themengebiet | Ersterscheinung | Einstellung | Erscheinungsweise | Beschreibung |
| --------------------- | ---- | ----------------------------------------------- | ----------------- | --------------- | ------------ | --------------- | ----------- | --- | --- |
| Geo                   |      | Die Welt mit anderen Augen sehen                | grün              | multithematisch |              | 1976            |             | monatlich | Hauptausgabe |
| Geo Special           |      | Die Welt erleben, Die Welt entdecken            | blau              | monothematisch  | Reisen       | 1981            | 2020        | vierteljährlich 2-monatlich | Jede Ausgabe widmet sich einem Land, einer Region oder einer Stadt, gelegentlich aber auch Themen wie „Europas schönste Parks und Gärten“, „Die großen Abenteuerreisen“ oder „Magische Orte“. Seit Ausgabe 06/2012 „Indischer Ozean“ erscheint eine Teilauflage mit einer Extra-DVD. Ende 2020 wurde das Magazin eingestellt. |
| Geo Wissen            |      | Den Menschen verstehen                          | rot               | monothematisch  | Wissenschaft | 1987            | 2023        | vierteljährlich | Befasst sich mit den neuesten Entwicklungen und Trends in den Human- und Naturwissenschaften und deren Auswirkungen auf Mensch und Gesellschaft. Seit Ausgabe Nr. 45 „Was will ich“ erscheint eine Teilauflage auch mit einer Extra-DVD.                                                                                      |
| Geo Saison            |      | Unterwegs in der Welt                           | hellgelb          | multithematisch | Reisen       | 1989            | 2023        | monatlich | Befasst sich mit jeweils einer Schwerpunkt-Destination, einem Dossier, Tipps für Städtereisen und zusätzlichen Informationen. Vorgänger: GEO mobil (dunkeloranger Rand). Anfang 2021 mit Geo-Special zusammengeführt. |
| Geo Saison Extra      |      | Unterwegs in der Welt                           | dunkelgelb        | monothematisch  | Reisen       | 1999            | 2023        | 1× jährlich | Im Mittelpunkt steht jeweils eine Reisedestination wie die Toskana, Südtirol oder ein bestimmtes Thema wie „Reisen mit Kindern“. |
| Geolino               |      | Die Welt für junge Entdeckerinnen und Entdecker | neongrün          | multithematisch | Kinder       | 1996            |             | Geplant als Sonderheft von GEO, dann wegen Erfolg fortgeführt: 1996, 1997 einmal 5× 1998 (alle drei Monate) 1999–2000 alle 2 Monate von 2001 bis 2017 monatlich ab 2018 13–14 Mal im Jahr | Ist für Kinder von 8–13 Jahren empfohlen. „Kindgerecht vermittelt GEOlino Wissen und Werte auf spielerische Art – mit Bewusstsein für den Umgang mit Mensch, Tier und Umwelt“ |
| Geolino Extra         |      | Die Welt für junge Entdeckerinnen und Entdecker | dunkelgrün        | monothematisch  | Kinder       | 2002            |             | halbjährlich, dann alle 2 Monate | Das monothematische Heft für 9- bis 13-Jährige. Vielfältige Themen aus diversen Bereich werden vertieft und aus unterschiedlichen Perspektiven beleuchtet. |
| Geolino Mini          |      | Die Welt für junge Entdeckerinnen und Entdecker | gelb              | multithematisch | Kinder       | 2009            |             | | Das Erstlesermagazin für Kinder von 5 bis 8 Jahren – zum Vorlesen, Selbstlesen und Mitmachen. |
| Geo Epoche            |      | Das Magazin für Geschichte                      | schwarz           | monothematisch  | Geschichte   | 1999            |             | halbjährlich (bis 2004) vierteljährlich (2004–2008) 2-monatlich (seit 2008) | Beschäftigt sich mit großen historischen Themen wie dem alten Ägypten, dem Römischen Reich oder dem Mittelalter, ebenso aber mit Zeitgeschichte wie den Gründungsjahren der Bundesrepublik oder der Bedeutung des 11. September 2001. Seit 2007 erscheint eine Teilauflage mit einer Extra-DVD.                               |
| Geo Kompakt           |      | Die Grundlagen des Wissens                      | graublau          | monothematisch  | Wissenschaft | 2004            | 2023        | vierteljährlich | Bereitet jeweils ein großes Thema der Allgemeinbildung auf. |
| Geo Epoche Edition    |      | Die Geschichte der Kunst                        | schwarz           | monothematisch  | Geschichte   | 2010            | 2023        | halbjährlich | Beschäftigt sich mit der Geschichte der Kunst. |
| Geo Epoche Panorama   |      | Geschichte in Bildern                           | weinrot           | monothematisch  | Geschichte   | 2013            | 2023        | 3× jährlich | Monothematische Bilderstrecken rund um ein historisches Thema. |
| Geo Wissen Gesundheit |      |                                                 | pastellgrün       | monothematisch  | Gesundheit   | 2015            | 2023        | 3× jährlich | Befasst sich thematisch gebündelt mit den großen Volkskrankheiten. |
| Geo Epoche Kollektion |      | Das Beste aus GEO Epoche                        | aschgrau          | monothematisch  | Geschichte   | 2015            |             | vierteljährlich | Monothematisch zusammengestellte Artikel aus GEO Epoche. |
| Geo extra             |      |                                                 | alternierend      | monothematisch  |              | 2015            | 2023        | jährlich | Sonderausgaben zu besonderen Anlässen und Themen. |
| Geo Wissen Ernährung  |      |                                                 | orange            | monothematisch  | Ernährung    | 2016            | 2023        | halbjährlich | Befasst sich mit den großen Fragen der Ernährung. |
| Walden                |      | Abenteuer vor der Haustür                       | wechselnde Motive | multithematisch | Outdoor      | 2015            | 2023        | 5× jährlich | Für alle, die gerne draußen unterwegs sind. Mit Inspirationen für das Abenteuer vor unserer Haustür. |
| Wohllebens Welt       |      | Das Naturmagazin von Geo und Peter Wohlleben    | wechselnde Motive | multithematisch | Natur        | 2019            | 2023        | quartalsweise | Magazin steht für Wissensvermittlung über die Phänomene der Tier- und Pflanzenwelt und der Natur. |
| Mein erstes Geolino   |      | Die Welt für junge Entdeckerinnen und Entdecker | rosé              | multithematisch | Kinder       | 2021            |             | zweimonatlich | Ein Magazin zum Vorlesen, Erklären, Anregen und Mitspielen für Kinder zwischen 3- und 5 Jahren |

## Buchfamilie

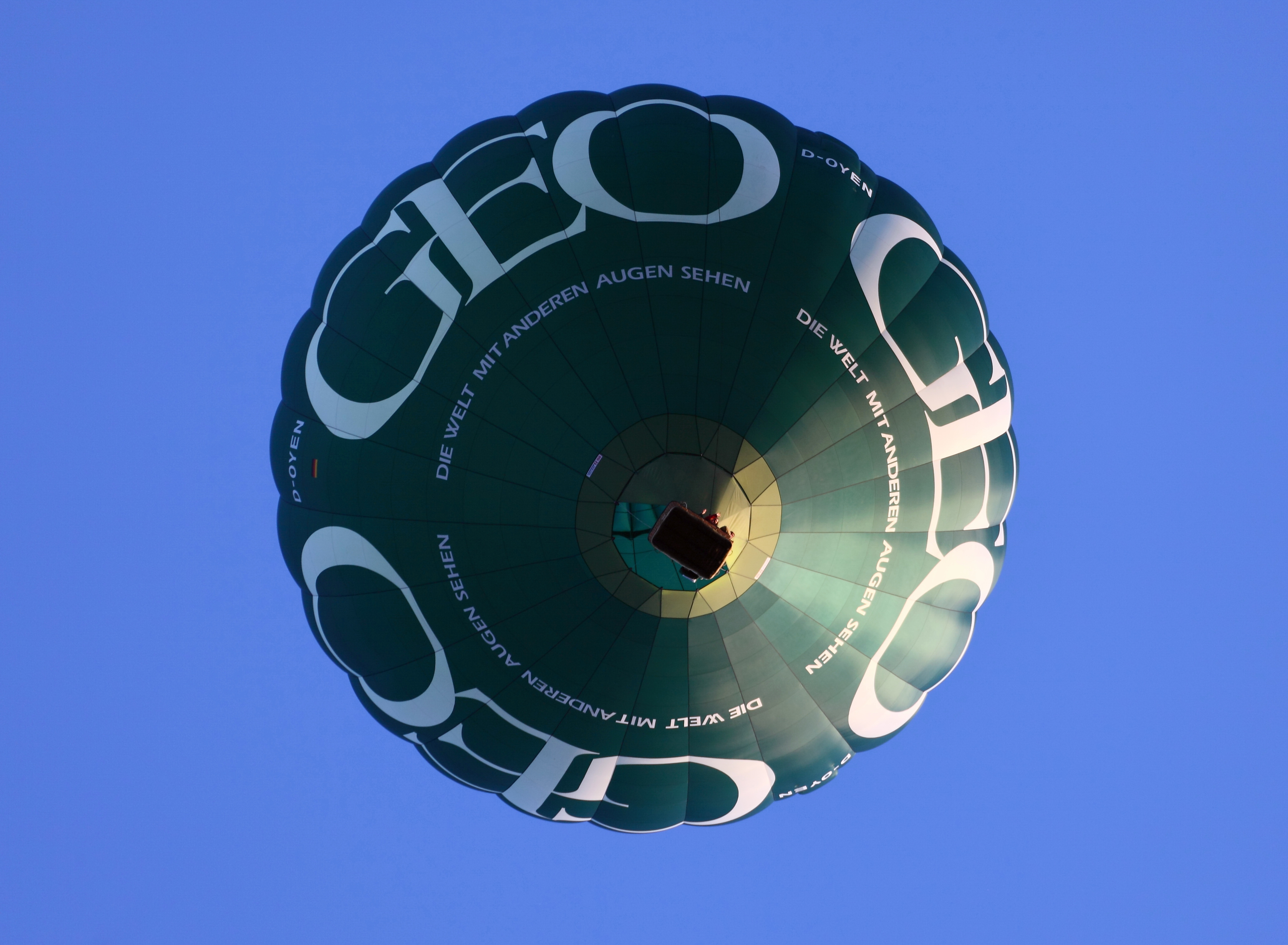
Heißluftballon mit Geo-Werbung

Unter der Marke Geo erscheinen zahlreiche Produkte wie Bildbände, Kalender, CDs. Der inhaltliche Schwerpunkt liegt dabei auf Naturthemen.
- Geo-Edition ist eine großformatige Bildbandreihe, die ausgewählte Länder vorstellt und den Untertitel Die schönsten Bilder trägt.[122]
- Für Kinder gibt es Buchreihe mit Checker Tobi[123]
- Von September 2006 bis 2009 erschien das am Ende aus 35 Bänden bestehende Geo Themenlexikon.
- Geolino-Bibliothek war eine Edition, die 20 Jugendbuchklassiker wie z. B. Moby Dick, Robin Hood, Till Eulenspiegel umfasste.[124][125]

Seit Beginn an werden die Geo Kalender produziert. Neben den Jahreskalender gibt es Panorama und Saison Ausgaben.
Insbesondere für Kinder werden von Geolino Hörspiele, zum Beispiel mit dem Checker Tobi (Tobias Krell) oder Wigald Boning (Geolino Hör-Bibliothek) angeboten. Außerdem erscheint wöchentlich der Geolino-Podcast Geolino Spezial – der Wissenspodcast für junge Entdeckerinnen und Entdecker.

## Fernsehen
Seit Mai 2014 wird der digitale Spartensender Geo Television durch die Mediengruppe RTL Deutschland verbreitet. Das Programm ist der erste deutsche digitale Spartensender mit einem Rund-um-die-Uhr-Programm mit Fernseh- und Film-Dokumentationen. Das Pay-TV-Angebot mit den Themenschwerpunkten Natur, Technik, Forschung, Abenteuer, Weltgeschichte und Dokumentationen entsteht in Zusammenarbeit mit dem Reportagemagazin. Geo Television ist nicht frei empfangbar, sondern wird via Pay-TV über die IPTV-Plattform MagentaTV der Deutschen Telekom, über Vodafone und Amazon Prime sowie RTL+ ausgestrahlt.
Vom Fernsehsender Arte wurde von 1999 bis 2022 das Magazin 360° – Geo-Reportage mit einer Länge von jeweils 30 bzw. 55 Minuten ausgestrahlt. Es wurden 590 Folgen gesendet. Die Reportage über die Die Bambusbahn von Kambodscha wurde 2010 mit dem Grimme-Preis ausgezeichnet. Einzelne Filme wurden auch auf Festivals gezeigt. Seit Juli 2019 wird Geo-Tour, welches von Dorothée Haffner moderiert wird und 43 Minuten dauert, ausgestrahlt.